# Greta Lindholm
Rut Greta Lindholm, ursprungligen Rut Margareta Lindholm, född 3 april 1941 i Katrineholm, är en svensk danskonstnär.

## Biografi
Under uppväxten flyttade Greta Lindholms familj mellan Rättvik, Örebro, Norrköping och Stockholm. 
Lindholm har varit verksam som solodansare, koreograf och pedagog. Hon var en av initiativtagarna till en musikutbildning i Härnösand som fungerat i 40 år. Hon har föreläst på teatervetenskapliga institutionen vid Stockholms universitet och Musikhögskolan. Hon har studererat traditionella dansceremonier i Ghana och Senegal. 
Lindholm har turnerat inom Norden och till Tokyo, Florens och Paris. Hon blev inbjuden till Cervantinofestivalen i Mexico 1989 och 1990 till en internationell dansfestival i Indien 1990. Under 1990-talet samarbetade Lindholm återkommande men den indiska dansgruppen Daksha Sheth Dance Company.   
Hon har koreograferat vid samiska teatern i Kautokeino till urbefolkningskongressen i Tromsø. Hon leder workshops på temat kroppen som instrument. Den dansstil hon utvecklat är ofta utan musik men musik uppstår i själva dansandet, till exempel genom fotrytmer och inslag av bodypercussion. Solodansen "Den tysta stämman" sändes i Svt 1981. Hon har ofta bildat trio med improvisationsmusiker där hon stått för trummandet med fotrytmer.  
Hon har studerat teaterhistoria vid Stockholms universitet, musik vid Dalcrozeseminariet, dans vid Balettakademien, koreografi vid Koreografiska institutet 1963–67, under Birgit Åkessons ledning och mim hos Marcel Marceau i Paris 1970.
Sedan 2017 finns Greta Lindholm representerad på Scenkonstmuseet i Stockholm med en monter där en av hennes danskostymer tillverkade av Ulla Larsén visas samt en del ur en dansfilm.

### Koreografi i urval
| År      | Produktion          | Upphovsperson/dans | Medverkande | Scen                                                             |
| ------- | ------------------- | ------------------ | --- | ---------------------------------------------------------------- |
| 1968    | Ordlös              | Greta Lindholm     | Projektioner:Jan Liljeqvist | Dramaten, Stockholm                                              |
| 1968    | Solodans            | Greta Lindholm     | Musik:Ahmadu Jah, Poesi: Elisabet Hermodsson                                                                                                 | Uppsala                                                          |
| 1968    | Solodans            | Greta Lindholm     | Musiker:Ahmadu Jah och Sten Bergman | Alltinget                                                        |
| 1968    | Fem dansare         | Greta Lindholm     | Musik: Bengt Hallbergs Trio | Östgötateatern                                                   |
| 1968    | Batucada            | Greta Lindholm     | Greta Lindholm | Stockholms stadsteater                                           |
| 1969    | Istället för ord    | Greta Lindholm     | Greta Lindholm | Tuckholma festival, Helsingfors                                  |
| 1969-70 | Basdans             | Greta Lindholm     | Musik: Kurt Lindgren | Historiska museet, Stockholmsterassen, turné Rikskonserter       |
| 1971    | Solodans            | Greta Lindholm     | Musiker:Ahmadu Jah och Sten Bergman | Skolor och sjukhus                                               |
| 1972    | Ringar på vattnet   | Greta Lindholm     | Greta Lindholm | Turné Norrland                                                   |
| 1975    | Danskonsert         | Greta Lindholm     | Musik: Spjärnsvallet | Rikskonserter                                                    |
| 1977    | Sea song            | Greta Lindholm     | Musik: Eric Bibb | Härnösands teater                                                |
| 1977    | Vändpunkt           | Greta Lindholm     | | Kvinnofestival, Gamla Riksdagshuset                              |
| 1977    | Svängningar         | Greta Lindholm     | Musik: Eric Bibb Ivan Krillzarin, Daod Amin Mattias Helldén                                                                                  | Maxim, Kungliga Operan Stockholm                                 |
| 1977    | Danskonsert         | Greta Lindholm     | Musik: Rudy Smith/ Red Mitchell | Rikskonserter                                                    |
| 1978    | Solodans            | Greta Lindholm     | Poesi: Sun Axelsson | Poesidag, Gamla Riksdagshuset                                    |
| 1978    | Solodans            | Greta Lindholm     | Musik: Anita Livstrand | Kellingläger, Gotska sandön                                      |
| 1978    | Skolkonsert         | Greta Lindholm     | Musik: Bosse Hülphers/Lasse Petersson | Rikskonserter                                                    |
| 1978    | Svingninger         | Greta Lindholm     | | Oslo Konserthus                                                  |
| 1978    | Danskonsert         | Greta Lindholm     | Musik: Karin Krogh/ John Surman | Rikskonserter                                                    |
| 1978    | Havssång            | Greta Lindholm     | Greta Lindholm | Münchenbryggeriet                                                |
| 1978    | Musik vid Siljan    | Greta Lindholm     | Musik: Rainer Kuisma | Leksand                                                          |
| 1978    | Elementen           | Greta Lindholm     | Sång: Rogelio Duran | Det lille Teater Köpenhamn                                       |
| 1978    | Växelspel           | Greta Lindholm     | Sång: Rogelio Duran | Kulturhuset, Stockholm                                           |
| 1978    | En musik för ögat   | Greta Lindholm     | | Kulturhuset, Stockholm                                           |
| 1979    | Svängningar         | Greta Lindholm     | Text: Lars Norén | Estrad, Södertälje                                               |
| 1981    | Den tysta stämman   | Greta Lindholm     | | Kulturhuset, Stockholm                                           |
| 1982    | Dialog              | Greta Lindholm     | Musik: Rainer Kuisma | Hanaholmen, Helsingfors                                          |
| 1983    | Minne               | Greta Lindholm     | Musik: Jörgen Adolfsson | Victoriateatern, Malmö                                           |
| 1984    | Spectrum            | Greta Lindholm     | Musik: Mattias Helldén, Jörgen Adolfsson | Kulturhuset, Stockholm                                           |
| 1985    | Sinne               | Greta Lindholm     | Musik: Mattias Helldén, Jörgen Adolfsson | Glashuset Stockholm                                              |
| 1985    | Danssvit            | Greta Lindholm     | | Lund och Victoriateatern, Malmö                                  |
| 1986    | Konkylie            | Greta Lindholm     | Dansare: Håkan Mayer, Anja Birnbaum, Kerstin Lidström, Siv Ander. Sång: Anita Livstrand, Kerstin Wikström, Benny Andersson, Berit Andersson. | Kulturhuset, Stockholm                                           |
| 1986    | Den tysta stämman 2 | Greta Lindholm     | Musik: Sven David Sandström | Borås, Göteborg                                                  |
| 1986    | Dansesvit           | Greta Lindholm     | | Glyptoteket Köpenhamn                                            |
| 1986/88 | Drån                | Greta Lindholm     | Dansare: Ivan Ossoinak, Lotta Melin, Kerstin Lindgren, Kerstin Englert, Anja Birnbaum.                                                       | Kulturhuset, Stockholm, turné, Sverige, Norge, Indien och Mexiko |
| 1987    | Drums and Dance     | Greta Lindholm     | Dansare: Greta Lindholm, Kenneth Kvarnström, Håkan Mayer, Ersin Aycan, Musik: Sven David Sandström                                           | Setagaya Museum Tokyo                                            |
| 1988    | Sialis              | Greta Lindholm     | Dansare: Greta Lindholm, Håkan Mayer, Ersin Aycan                                                                                            | Centre Georges-Pompidou, Paris                                   |
| 1988    | Solo för Anja       | Greta Lindholm     | Medverkande: Anja Birnbaum | Nacka Forum                                                      |
| 1990    | Aller et retur      | Greta Lindholm     | | Florens                                                          |
| 1990    | Musical Eye         | Greta Lindholm     | | Cervantinofestivalen Mexico                                      |
| 1990    | Drone               | Greta Lindholm     | | Internationella dansfestivalen i Indien                          |
| 1991    | Solodans            | Greta Lindholm     | | Solodansfestival, Blackbox, Oslo                                 |
| 1992    | Kaskad              | Greta Lindholm     | Medverkande Helena Fritzén, Mikael Strid, Susanne Svantesson, Barbro Isaksson m.fl.                                                          | Turné Riksteatern.                                               |
| 2000    | Fotnot              | Greta Lindholm     | Dansare: Monica Åslund, Barbro Isaksson, Maria Hammersten                                                                                    | turné runt Stockholm                                             |
| 2001    | Korsbefruktning     | Greta Lindholm     | Dansare: Monica Åslund, Barbro Isaksson, Maria Hammersten Musik: Arne Forsén, Krister Henriksson läser Thomas Tranströmer                    | Kulturhuset Ekerö                                                |
| 2002    | Våg                 | Greta Lindholm     | Med Zirkus Loko-Motiv | Kulturhuset, Stockholm                                           |
| 2003    | Solodans            | Greta Lindholm     | | Kulturhuset, Stockholm                                           |
| 2006    | Alone/All One       | Greta Lindholm     | | Ljusfestivalen i Korpilombolo                                    |

### Koreografi till teater
| År   | Produktion                                                         | Regi                                                        | Scen                                                              |
| ---- | ------------------------------------------------------------------ | ----------------------------------------------------------- | ----------------------------------------------------------------- |
| 1966 | Sången om Skråpuken/Peter Weiss                                    | Regi:Etienne Glaser                                         | Scalateatern Stockholm                                            |
| 1975 | Antonius och Kleopatra/ William Shakespear                         | Regi: Alf Sjöberg                                           | Dramaten                                                          |
| 1977 | Backanterna/ Euripides Βάκχαι, Bakchai Översättning Tord Bæckström | Regi Gun Jönsson.                                           | Östgötateatern                                                    |
| 1977 | Inkräktarna/ Egon Wolf                                             | Regi:Barbro Larsson                                         | Östgötateatern                                                    |
| 1982 | Underjordens leende/ Lars Norén                                    | Regi: Susanne Osten                                         | Unga Klara                                                        |
| 1983 | Lycke/ Vita Andersen                                               | Regi: Gunilla Nordlund                                      | Panikteatern, Uppsala                                             |
| 1984 | Trollkarlen från Oz                                                | Regi: Anders Widmark, Musik: Anders Linder, Kerstin Wiklund | Panikteatern Uppsala                                              |
| 1990 | Solsonen                                                           | Musik: Ludvig Rasmussens grupp                              | Beauvais Sami Teater, Guovdageaidnu, urbefolkningskongress Tromsö |

### TV-koreografi
| År   | Produktion                 | Producent/Fotograf                                        |
| ---- | -------------------------- | --------------------------------------------------------- |
| 1971 | Allsköns Musik             | Producent: Tomas Olofsson/ SVT                            |
| 1971 | Greta dansar Kurt spelar   | Producent: Torbjörn Ehrnwall/ SVT                         |
| 1975 | Musikalisk vardag          | Filmare: Vladimir Beatus Producent: Tomas Olofsson        |
| 1977 | Öppet på grund av semester | Producent: Gun Jönsson/ SVT                               |
| 1979 | Med örat mot jorden        | av Staffan Westerberg/ Utbildningsradion                  |
| 1981 | Den tysta stämman          | Filmare: Bertil Viktorsson Producent: Birgitta Öhman/ SVT |
| 1987 | Mosebacke poesi            | 2 solodanser, Producent: Inger Etzler                     |

## Musik
2021  Rytm Voice/ Greta Lindholm,
Skivbolag: Sing a song fighter och Black records
”Rhythm voice” finns tillgänglig på  Spotify och Youtube
1984-87 Medlem i steelpanorkestern "Hot pans"